# نيكولاس شوكيت
نيكولاس شوكيت هو عالم رياضيات ولد في بداية القرن الخامس عشر في باريس، وتوفي في عام 1488 في ليون.